# Centro de Evaluación e Investigación de Fármacos

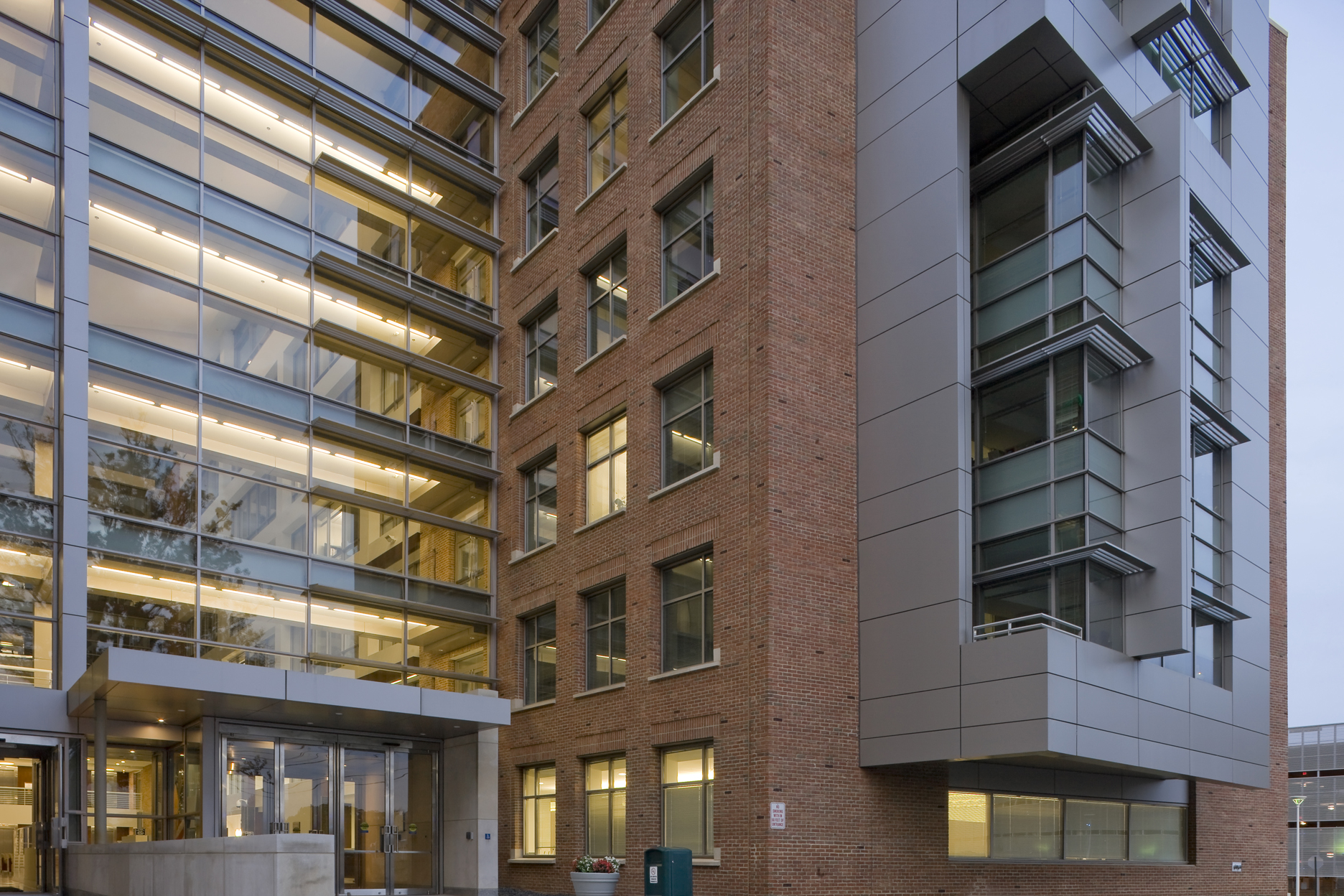
El edificio 51 de la FDA alberga al Centro para Evaluación e Investigación de Fármacos.

El Centro de Evaluación e Investigación de Fármacos (en inglés: Center for Drug Evaluation and Research, CDER, pronunciado "sí-der") es una división de la Administración de Alimentos y Medicamentos (FDA), que controla la mayoría de las drogas definidas en la Ley Federal de Alimentos, Medicamentos y Cosméticos de Estados Unidos. Algunos productos biológicos son también considerados legalmente como drogas, pero son abarcados por el Centro de Evaluación Biológica e Investigación. El centro revisa las solicitudes de marca, fármacos genéricos y de venta libre, gestiona la reglamentación de las actuales Buenas Prácticas de Fabricación (BPF) de Estados Unidos para la fabricación de productos farmacéuticos, determina cuáles son los medicamentos que requieren receta médica, monitorea la publicidad de medicamentos aprobados, y recopila y analiza datos de seguridad acerca de los medicamentos que ya están en el mercado.
El CDER recibe considerable escrutinio público, y por lo tanto implementa procesos que tienden hacia la objetividad y tienden a aislar las decisiones que se atribuyen a individuos específicos. Las decisiones sobre la aprobación con frecuencia determinarán, ayudarán o perjudicarán al precio accionario de una empresa pequeña [cita requerida] (por ejemplo, Martha Stewart e Imclone), por lo que los mercados siguen de cerca la decisión del CDER.
El centro tiene alrededor de 1,300 empleados en "equipos de revisión" que evalúan y aprueban nuevos fármacos. Además, el CDER emplea un "equipo de seguridad" con 72 empleados para determinar si los fármacos nuevos son inseguros o si existen riesgos presentes no revelados en el etiquetado del producto.[cita requerida]
El presupuesto de la FDA para la aprobación, el etiquetado y control de medicamentos es de aproximadamente 290 millones de dólares al año[cita requerida]. El equipo de seguridad monitorea los efectos de más de 3.000 medicamentos con receta en 200 millones de personas, con un presupuesto de unos 15 millones de dólares al año[cita requerida].
Janet Woodcock fue la directora del CDER]] de 1994 a 2004 y de 2007 a 2021. La actual directora es Patrizia Cavazzoni.

## Responsabilidades
El CDER revisa las solicitudes de nuevos medicamentos para asegurar que los fármacos sean seguros y eficaces. Su objetivo primario es asegurar que todo medicamento por prescripción y de venta libre sea seguro y eficaz cuando es utilizado como se indica.
La FDA requiere una serie de cuatro fases de ensayos clínicos para testear drogas. La fase I consiste en testear los nuevos medicamentos en pequeños grupos de voluntarios sanos para determinar la máxima dosis segura. Los ensayos de la fase II incluyen pacientes con la condición que el medicamento está destinado a tratar para comprobar la seguridad y el mínimo de eficacia en un grupo más grande de personas. Los ensayos de fase III incluyen de mil a cinco mil pacientes para determinar si el fármaco es eficaz en el tratamiento de la condición para la que está destinado. Después de esta etapa, una nueva solicitud de medicamento es presentada. Si el medicamento es aprobado,los ensayos de la etapa IV se llevan a cabo después del marketing para asegurarse de que no haya efectos adversos o efectos a largo plazo que no fueron descubiertos previamente.

## Divisiones
El CDER está dividido en 8 secciones con responsabilidades diferentes:
- Oficina de Medicamentos Nuevos

Esta oficina es responsable de supervisar los ensayos clínicos y otros estudios durante el desarrollo de drogas, y de evaluar las solicitudes de medicamentos nuevos.
La Oficina de Medicamentos Nuevos se divide en varios departamentos con base en la indicación de la droga (la necesidad médica para la que se lo está proponiendo).
- Oficina de Medicamentos Genéricos

Esta oficina revisa las solicitudes de medicamentos genéricos para asegurar que estos sean equivalentes a sus formas de marca.

- Oficina de Programas Estratégicos

Esta oficina es responsable de programas de negocios, representa al CDER ante la FDA en la Junta de Bioinformática, y se comunica con otros organismos.
- Oficina de Calidad Farmacéutica

Esta oficina es responsable de probar medicamentos y productos de biotecnología para seguridad y fabricación.
- Oficina de Vigilancia y Epidemiología

Esta oficina es responsable de la vigilancia posterior a la comercialización para identificar los efectos adversos que puedan no haber sido evidentes durante los ensayos clínicos, usando el programa MedWatch.

- Oficina de Ciencias de la Traslación

Esta oficina promueve la colaboración a través de oficinas en el CDER manteniendo bases de datos y herramientas bioestadísticas para la evaluación de medicamentos.
- Oficina de Política Médica y Reguladora

Esta oficina desarrolla y revisa las directrices pertinentes a la misión del CDER de garantizar la seguridad de los medicamentos.
- Oficina de Cumplimiento

Esta oficina asegura el cumplimiento de las regulaciones relacionadas con el desarrollo y la comercialización de medicamentos.

## Historia
La FDA ha tenido la responsabilidad de la revisión de las drogas desde la aprobación de la Ley de Pureza de Alimentos y Medicamentos de 1906. La ley Federal de Alimentos, Drogas y Cosméticos de 1938 requiere que todos los nuevos medicamentos sean probados antes de la comercialización mediante la presentación del formulario original de la solicitud de nuevo fármaco. Dentro del primer año, la División de Medicamentos de la FDA, el predecesor del CDER, recibió más de 1200 solicitudes. La Enmienda Kefauver Harris de 1962 exigía a los fabricantes demostrar a la FDA que el medicamento en cuestión era seguro y eficaz. En 1966, la división fue reorganizada para crear la Oficina de Medicamentos Nuevos, que era responsable de revisar las nuevas solicitudes de medicamentos y ensayos clínicos de medicamentos.
En 1982, cuando el inicio de la revolución de la biotecnología volvió borrosa la línea entre un fármaco y un producto biológico, la Oficina de Medicamentos se fusionó con la Oficina de productos Biológicos de la FDA para formar el Centro Nacional de Medicamentos y Productos Biológicos durante una reorganización de oficinas bajo el Comisionado Arthur Hayes. Esta reorganización fusionó en forma similar a las oficinas responsables de los dispositivos médicos y de control de la radiación en el Centro para Dispositivos y Salud Radiológica.
En 1987, bajo el Comisionado Frank Young, el CDER y el Centro de Evaluación e Investigación Biológica (CBER) fueron divididos a su forma actual. A los dos grupos les fue encargado hacer cumplir las diferentes leyes y tenían diferencias filosóficas y culturales significantes. En ese momento, el CDER fue más cauteloso acerca de la aprobación de tratamientos terapéuticos y tenía una relación de confrontación con la industria. La creciente crisis en torno a las pruebas y el tratamiento del VIH, y una disputa inter-oficina entre funcionarios de la ex Oficina de Drogas y funcionarios de la ex Oficina de Productos Biológicos sobre si aprobar el Activase de Genentech (activador tisular del plasminógeno) condujo a la separación.
En su forma original, el CDER estaba compuesto por seis oficinas: de Gestión, de Cumplimiento, de Estándares de Medicamentos, de Evaluación de Medicamentos I, de Evaluación de Medicamentos II, de Epidemiología y Bioestadística, y de Recursos de Investigación. La División de Productos Antivirales se añadió en 1989 bajo la oficina de Evaluación de Medicamentos II debido a la gran cantidad de fármacos propuestos para el tratamiento del SIDA. También se formó la Oficina de Medicamentos Genéricos.
En 2002, la FDA transfirió al CDER un número de tratamientos terapéuticos producidos biológicamente. Estos incluyen los anticuerpos monoclonales terapéuticos, las proteínas destinadas a uso terapéutico, inmunomoduladores, y los factores de crecimiento y otros productos diseñados para alterar la producción de células de la sangre.